# Hermann Röbbeling

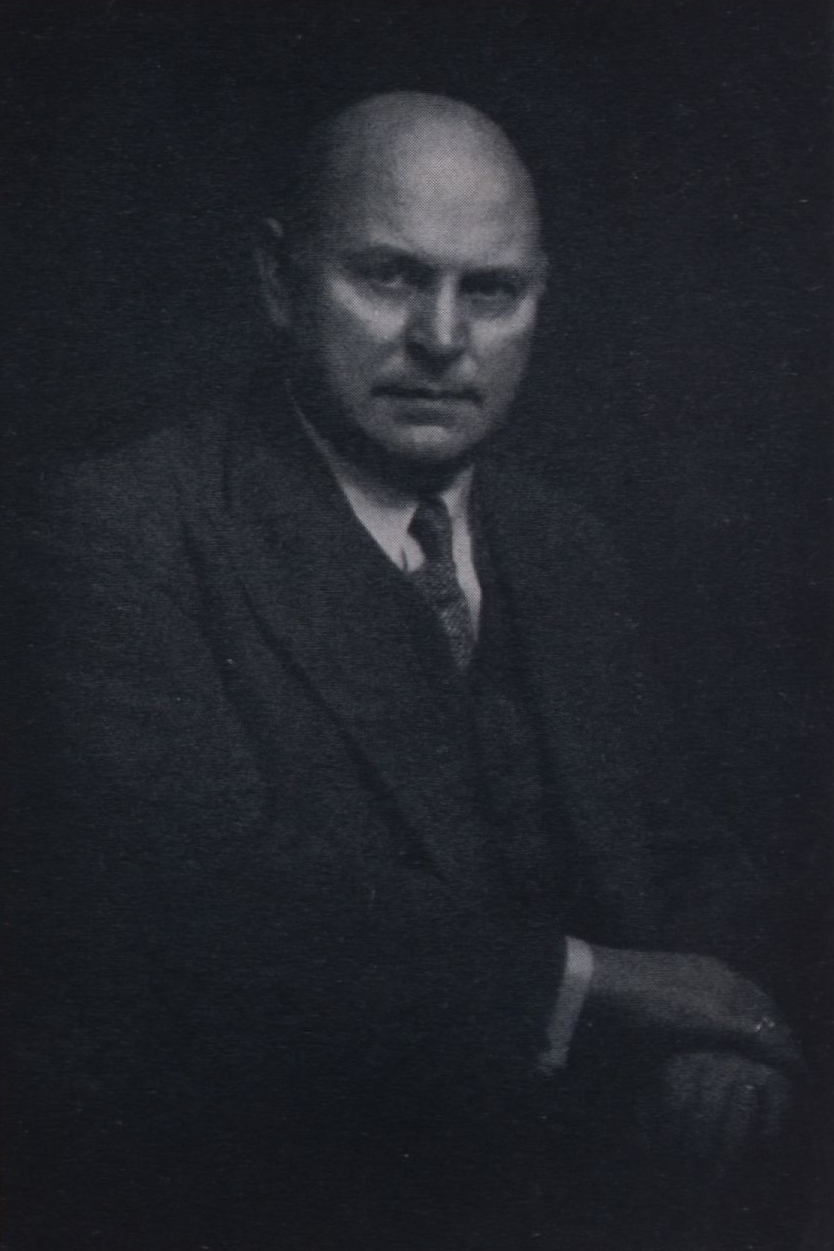
Hermann Röbbeling, um 1932

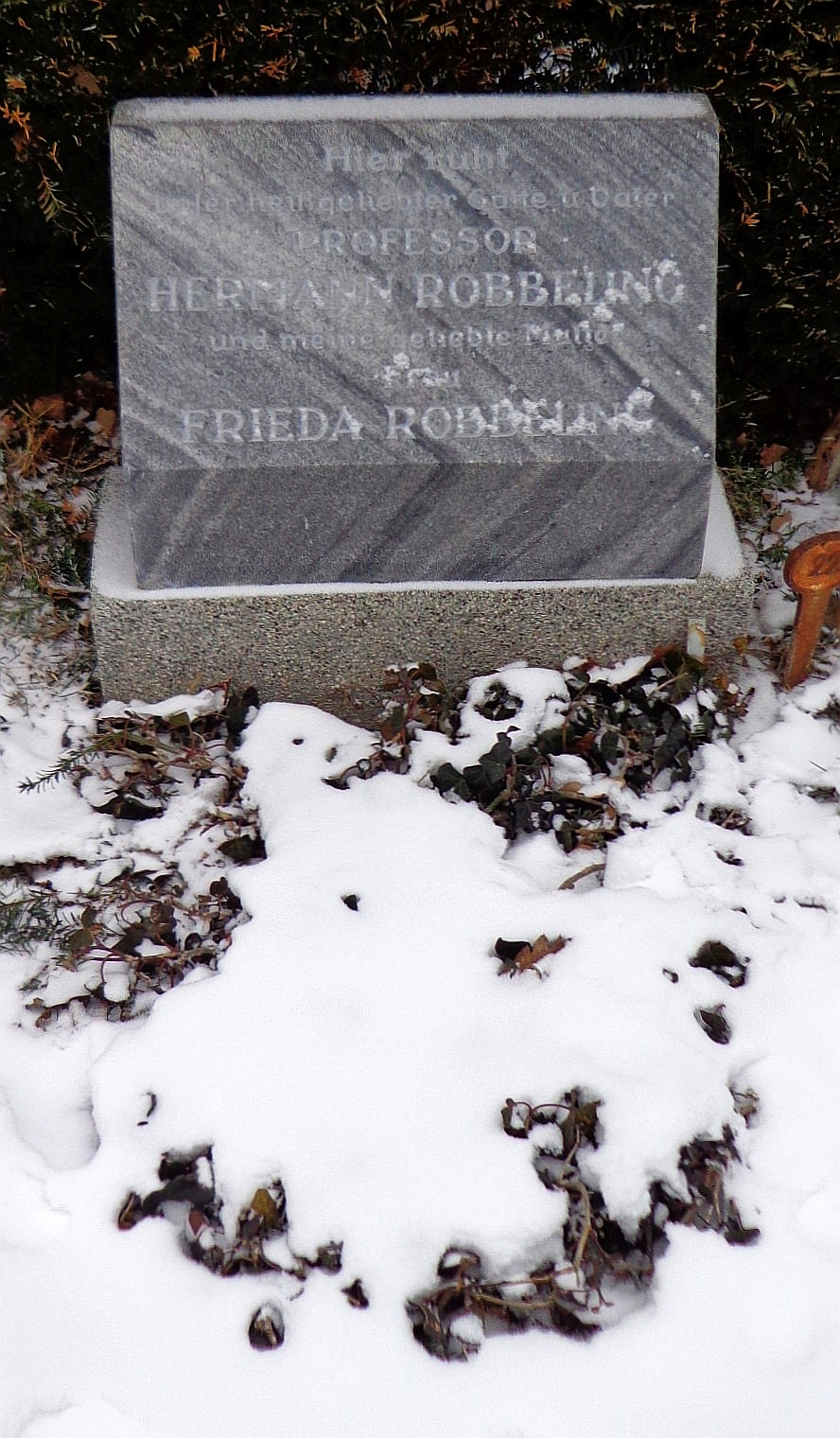
Feuerhalle Simmering, Urnengrab von Hermann Röbbeling

Hermann Röbbeling (* 31. Oktober 1875 in Stolberg (Harz); † 4. Juni 1949 in Wien) war ein deutsch-österreichischer Theaterintendant.

## Leben
Röbbeling begann, nach einem abgebrochenen Studium an der polytechnischen Hochschule in Leipzig, eine Theaterausbildung. Seine ersten Engagements bekam er an Bühnen in Greiz, Zittau und Barmen-Elberfeld. Ab 1902 war er in Leipzig, ab 1905 in Mannheim und ab 1907 in Meiningen zu sehen. Zusätzlich trat er in Krefeld auf. Seine häufigsten Rollen waren schwere Helden sowie Heldenväter. Während seines Engagements in Meiningen übernahm er auch erstmals Regieaufgaben.
Die erste Leitung eines Theaters übernahm er im Jahr 1908 neben seiner Schauspielkarriere. Er sanierte das verschuldete Sommertheater in Liegnitz erfolgreich. Von dort wechselt er 1912 als Oberregisseur und Direktor an das Frankfurter Stadttheater. Auch hier konnte Röbbeling die Schließung verhindert.
Röbbeling arbeitete daraufhin in den Jahren von 1915 bis 1932 erfolgreich an der finanziellen Konsolidierung des Thaliatheaters und des Schauspielhauses in Hamburg, wodurch sein Ruf als wirtschaftlich begabter Theatermanager weiter ausgebaut wurde. Zusätzlich kümmerte er sich auf künstlerischer Ebene vermehrt um Pflege der Klassiker und alter Lustspiele.
Von 1932 bis 1938 war er Direktor des Wiener Burgtheaters, wo er zahlreiche Neuerungen durchsetzte (Zyklus „Stimme der Völker im Drama“, Engagement der Schauspieler Hermann Thimig, Maria Eis und der Regisseure Ernst Lothar und Herbert Waniek). Durch seine Repertoiregestaltung und Werbetätigkeit erschloss er dem Burgtheater neue Publikumsschichten. Mit dem Anschluss Österreichs an das nationalsozialistische Deutsche Reich wurde Hermann Röbbeling sofort seines Amtes enthoben und kommissarisch durch Mirko Jelusich ersetzt, wogegen Röbbeling erfolglos bei Joseph Goebbels protestierte. Zurückgekehrt nach Berlin fand er keine neue Anstellung, da er politisch denunziert wurde. Nach Kriegsende wurde ihm erneut die Leitung des Burgtheaters angetragen, was er aus gesundheitlichen Gründen nicht annehmen konnte.
Röbbeling ist im Urnenhain der Feuerhalle Simmering auf dem Wiener Zentralfriedhof bestattet (Abteilung 1, Ring 3, Gruppe 9, Nummer 22). Sein Grab zählt zu den ehrenhalber gewidmeten bzw. ehrenhalber in Obhut genommenen Grabstellen der Stadt Wien.
Im Jahr 1961 wurde in Wien-Donaustadt (22. Bezirk) die Röbbelinggasse nach ihm benannt. Sein Sohn war der Drehbuchautor und Regisseur (Bühne wie Film) Harald Röbbeling.

## Werk
- Das Theater als völkerverbindender Faktor, 1934

## Ehrungen
- 1933: Großes silbernes Ehrenzeichen für Verdienste um die Republik[5]